# 瓦卡尼山 (波托西省)
19°37′11″S 65°40′28″W / 19.61972°S 65.67444°W
瓦卡尼山（Wak'ani），是玻利維亞的山峰，位於該國西南部波托西省的托馬斯弗里亞斯省，處於波托西以東、卡里卡里山和基姆薩瓦伊利亞山西南面、伊宜馬尼峰西北面、卡里卡里湖東南面，屬於安第斯山脈中波托西山脈的一部分。